# Bistum Izcalli
Das Bistum Izcalli (lateinisch Dioecesis Izcalliensis, spanisch Diócesis de Izcalli) ist eine in Mexiko gelegene römisch-katholische Diözese mit Sitz in Cuautitlán Izcalli.

## Geschichte
Das Bistum Izcalli wurde am 9. Juni 2014 durch Papst Franziskus aus Gebietsabtretungen des Bistums Cuautitlán errichtet und dem Erzbistum Tlalnepantla als Suffraganbistum unterstellt. Erster Bischof wurde Francisco González Ramos.
Es umfasst die Municipios Nicolás Romero, Tepotzotlán und Cuautitlán Izcalli.